# 今でもあなた
「今でもあなた」（いまでもあなた）は、2013年7月3日に発売された和田アキ子の89枚目のシングル。

## 解説
- 和田のデビュー45周年記念シングルとして発売され、秋元康が作詞とプロデュースを手がけた[1]。

- 同年の「第64回NHK紅白歌合戦」では本楽曲が歌唱された。なお、和田が紅白でその年に発売された新曲を歌唱するのは、2010年の第61回で「AKKOィィッ!紅白2010スペシャル」中の1曲として「人生はこれから」を歌唱して以来、3年ぶりである。

- カップリング曲「残された時間」は、2011年に発売された和田のアルバム「Yell〜2011 BEST OF THE BEST〜」からのシングルカット。また、2011年にBS朝日で放送されたドラマ「王様の家」の主題歌として使用された。

## 収録曲
（全作詞：秋元康）
1. 今でもあなた [5:22]
作曲：横健介／編曲：佐々木裕
2. 残された時間 [5:23]
作曲：羽場仁志／編曲：安部潤
3. 今でもあなた（オリジナルカラオケ） [5:22]
4. 残された時間（オリジナルカラオケ） [5:20]